# Palur (Kebonsari)
Palur is een bestuurslaag in het regentschap Madiun van de provincie Oost-Java, Indonesië. Palur telt 2794 inwoners (volkstelling 2010).